# Soko nomi nite hikari kagayaku
Soko nomi nite hikari kagayaku (そこのみにて光輝く) é um filme de drama japonês de 2014 dirigido e escrito por Mipo O e Ryo Takada. Foi selecionado como representante do Japão à edição do Oscar 2015, organizada pela Academia de Artes e Ciências Cinematográficas.

## Elenco
- Go Ayano - Tatsuo Sato
- Chizuru Ikewaki - Chinatsu Ohshiro
- Masaki Suda - Takuji Ohshiro
- Kazuya Takahashi - Nakajima
- Shohei Hino - Matsumoto
- Hiroko Isayama - Kazuko Ohshiro
- Taijiro Tamura - Taiji Ohshiro